# 海恩 (堪薩斯州)
海恩（英語：Hayne）是位於美國堪薩斯州蘇厄德縣的一個非建制地區。

## 地理
海恩所處的海拔為高於海平面845米（即2772英呎），而該地所採用的時區為UTC-6，即北美中部時區（CST）。同時該地設有夏令時間，為UTC-6調快一小時，即UTC-5（CDT）。